# Calendário islâmico

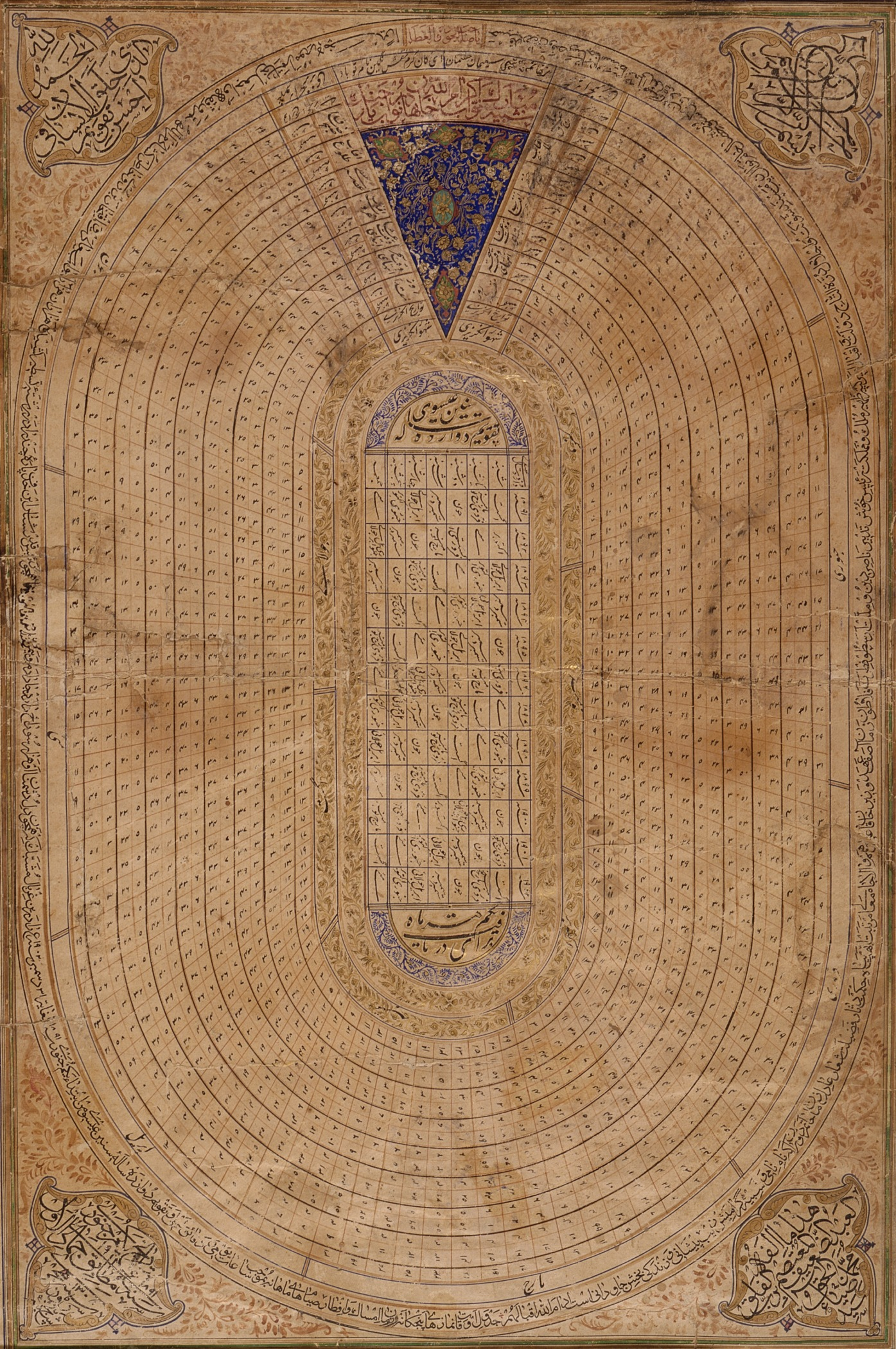
Calendário do acervo do LACMA

O calendário islâmico, calendário muçulmano ou calendário hegírico é um calendário lunar composto por doze meses, de 29 ou 30 dias, ao longo de um ano com 354 ou 355 dias. A contagem do tempo deste calendário começa com a Hégira — a fuga de Maomé de Meca para Medina, em 16 de julho de 622. O mês começa quando primeiro crescente visível da Lua aparece pela primeira vez após o pôr-do-sol. Tem cerca de 11 dias a menos que o calendário solar.
Este calendário baseado no ano lunar não corresponde aos calendários do ano solar. Os meses islâmicos retrocedem a cada ano que passa em relação aos calendários baseados no ano solar, como o Calendário gregoriano, por exemplo. Uma vez que o calendário islâmico é cerca de 11 dias mais curto que o calendário solar, os feriados muçulmanos acabam por circular por todas as estações.
O atual ano islâmico é 1447 (correspondente, pelo calendário gregoriano, ao período de 27 de junho de 2025 a 16 de junho de 2026 ). Normalmente, a notação utilizada é 1447 AH, do latim Anno Hegirae ("Ano da Hégira"), copiando à notação cristã AD.

## Anos
Os 12 meses do ano se alternam em durações de 29 e 30 dias. Dentro de um ciclo de 30 anos, 11 deles, os 1º, 5º, 7º, 10º, 13º, 16º, 18º, 21º, 24º, 26º e 29º, recebem um dia a mais (30 dias no último mês).  (o sétimo dia da semana islâmica), 16 de julho de 622 d.C. do Calendário Juliano, o dia da fuga Hégira de Maomé de Meca para Medina.

## Meses Islâmicos
- 1º - Moarrão
- 2º - Safar
- 3º - Rabi Alual
- 4º - Rabi Alarrir
- 5º - Jamada Alula
- 6º - Jamada Alarrira
- 7º - Rajabe
- 8º - Xabã
- 9º - Ramadã
- 10º - Xaual
- 11º - Dulcada
- 12º - Dulrija

## Dias da Semana
- 1º - Yaum as-Sabt
- 2º - Yaum al-Ahad
- 3º - Yaum al-Ithnayn
- 4º - Yaum ath-Thalatha
- 5º - Yaum al-Arba'a
- 6º - Yaum al-Khamis
- 7º - Yaum al-Jum'a

## Datas importantes
Datas importantes no ano islâmico (Hijri) são:
- 1 Muharram: o Ano Novo Islâmico.
- 10 Muharram: Dia de Ashura. Para xiitas e sunitas, o martírio de Husayn ibn Ali, neto de Muhammad, e seus seguidores. Para os sunitas, a travessia do Mar Vermelho por Moisés ocorreu neste dia, juntamente com muitos outros eventos significativos na vida dos profetas e que têm a ver com a Criação.
- 12 Rabi al-Awwal: Mawlid ou Nascimento do Profeta para os sunitas.
- 17 Rabi al-Awwal: Mawlid para xiitas.
- 27 Rajab: Isra e Mi'raj para a maioria dos muçulmanos.
- 15 Sha'ban: Mid-Sha'ban, ou Noite do Perdão. Para os xiitas, também o aniversário de Muhammad al-Mahdi, o décimo segundo imã.
- 1 Ramadã: O primeiro dia de jejum no Islã
- 27 Ramadan: Início da Revelação do Alcorão. O dia mais provável que o profeta Muhammad recebeu os primeiros versos do Alcorão (17 Ramadã na Indonésia e Malásia).
- Último terço do Ramadã, que inclui Laylat al-Qadr.
- 1 Shawwal: Eid ul-Fitr.
- 8–13 Dhu al-Hijjah: A peregrinação do Hajj a Meca.
- 9 Dhu al-Hijjah: Dia de Arafa.
- 10 Dhu al-Hijjah: Eid al-Adha.